# Pageview
Op het World Wide Web is een pageview, paginaweergave of kortweg view een geslaagd verzoek om een bepaalde webpagina te tonen. Deze pageviews zijn een maat voor de populariteit van een pagina. 
Een verzoek om een pagina te tonen kan een websurfer doen door op een link naar een andere pagina te klikken, of het webadres in de adresbalk te typen. Dit staat in contrast met een "hit", waarmee ieder verzoek voor ieder bestand op een webserver bedoeld wordt. Per pageview kunnen er dus meerdere hits zijn, aangezien een HTML-pagina opgebouwd kan zijn uit meerdere bestanden. De pageviews kunnen onderdeel zijn van Web Analytics. Voor de eigenaar van de website kan het handig zijn om te zien of een verandering in de pagina (zoals de informatie of de manier van presenteren) resulteert in meer bezoeken. Indien er advertenties op een pagina staan, zijn de uitgevers wellicht ook geïnteresseerd in het aantal bekeken pagina's om hun verwachte inkomsten uit de advertenties te bepalen. Om deze reden is het een term die op grote schaal wordt gebruikt voor internetgebaseerde marketing en reclame. Merk op dat een heleboel statistieken omtrent pageviews ook betrekking hebben op andere bestandstypen zoals PDF, Microsoft Office-documenten, OpenDocument (ODF), (flash) video naast de klassieke hit van een HTML-bestand.
Als een pagina gewijd is aan een video kan bij het tonen van de pagina de video al of niet automatisch afgespeeld worden. Bij bijvoorbeeld YouTube is dit afhankelijk van de instellingen. Te onderscheiden zijn dan de pageviews en de views van de video.